# Жарсай (Отецький сільський округ)
Жарса́й (каз. Жарсай) — село у складі Хобдинського району Актюбінської області Казахстану. Входить до складу Отецького сільського округу.
У радянські часи село називалось Новонадеждинський.
Населення — 52 особи (2021; 282 у 2009, 560 у 1999, 1250 у 1989).